# David Borwein
David Borwein (* 24. März 1924 in Kaunas; † 3. September 2021 in London, Ontario) war ein in Litauen geborener kanadischer Mathematiker.

## Leben
Borwein wurde in einer aschkenasischen jüdischen Familie in Kaunas geboren. 1930 emigrierte die Familie nach Südafrika, wo sein Vater bei einer Erdölfirma arbeitete, bevor er sich selbständig machte. 1941 begann er ein Studium der Elektrotechnik an der University of Witwatersrand. 1945 schloss er sein Studium mit dem akademischen Grad Bachelor of Science (B.Sc.) ab. Nach Ende des Zweiten Weltkrieges studierte er zusätzlich Mathematik ebenfalls an der Witwatersrand-Universität, das er 1948 mit dem B.Sc. beendete. Anschließend gingen seine Frau und er nach Großbritannien, wo er Ph.D. Student am University College London wurde. 1950 wurde er dort promoviert. Im selben Jahr nahm er eine Dozentenstelle an der University of St Andrews in Schottland an, wo er Analysis lehrte. 
1963 erhielt er eine Einladung für eine Gastprofessur an der University of Western Ontario. 1967 wurde er dort ordentlicher Professor und Direktor des Department of Mathematics. Diese Funktion hatte er bis zu seiner Emeritierung im Jahr 1989. In der Canadian Mathematical Society hatte er ab 1967 verschiedene Positionen. Von 1973 bis 1975 war er Vizepräsident der Gesellschaft.
Auf seinem Forschungsgebiet, der Analysis, entstanden einige seiner meistzitierten Arbeiten in Zusammenarbeit mit seinem Sohn Jonathan (1951–2016) (zur riemannschen Zeta-Funktion und zu verwandten Funktionen). Ein weiterer Sohn Peter Borwein (1953–2020) war ebenfalls ein bekannter Mathematiker. Seine Frau Bessie Borwein war Medizinerin und lehrte Anatomie an der University of Western Ontario. 

## Ehrungen
Seit 2006 wird von der Canadian Mathematical Society der David Borwein Distinguished Career Award vergeben.